# Keep Your Money

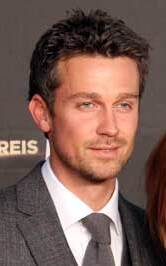
Moderator Wayne Carpendale

Keep Your Money war eine deutsche Quizsendung, die von Wayne Carpendale moderiert und am 21. Oktober 2015 auf Sat.1 ausgestrahlt wurde. Es wurde nur eine Folge ausgestrahlt bevor die Sendung aufgrund schlechter Quoten eingestellt wurde. Keep Your Money war eine Neuauflage des Formats Rette die Million!, das von Jörg Pilawa moderiert wurde und von Oktober 2010 bis August 2013 im ZDF zu sehen war.

## Produktion der Sendung
Die Sendung wurde von Endemol Shine Germany produziert und in den MMC Studios in Köln-Ossendorf aufgezeichnet. Den kompletten Setbau übernahm die Studio Hamburg GmbH.
Die in der Sendung gestellten Fragen wurden – wie auch bei Rette die Million! – von der mind the company GmbH erstellt.

## Konzept
Die Spielregeln von Keep Your Money und Rette die Million! sind nahezu identisch. Jedoch wurde die maximale Gewinnsumme auf 250.000 € reduziert.

## Rezeption

### Einschaltquoten
Die Sendung erreichte mit 1,57 Millionen Zuschauern einen Marktanteil von 5,1 Prozent. Bei den 14- bis 49-Jährigen erzielte die Sendung mit 0,55 Millionen Zuschauern einen Marktanteil von 5,0 Prozent.
Die Sendung wurde aufgrund der schlechten Einschaltquote bereits nach der ersten Folge abgesetzt. Es wurden keine weiteren Folgen ausgestrahlt.

### Kritiken
Sidney Schering vom Online-Fernsehmagazin Quotenmeter.de bezeichnete Keep Your Money in einem Artikel als "fesche Neuauflage". Darüber hinaus urteilte er über die Sendung:

„Die Umsetzung lässt sich wahrlich nicht kritisieren, zuletzt auch deshalb, weil Endemol Shine bei der Kandidatenauswahl auf schrille, kamerageile Personen verzichtet hat. Wenn Keep Your Money floppen sollte, dann liegt es allein daran, dass das Publikum gelernt hat, seinen Quizhunger ohne dieses Konzept zu stillen.“